# Dekanat Vilafranca del Penedès
Dekanat Vilafranca del Penedès – jeden z 9 dekanatów diecezji Sant Feliu de Llobregat w Hiszpanii. 
Według stanu na lipiec 2016 w jego skład wchodziło 30 parafii. 

## Lista parafii
Źródło:
| Lp. | Miejscowość                  | Parafia                                        | Proboszcz                       | Kościół                                                             | Grafika | Adres                                                              |
| --- | ---------------------------- | ---------------------------------------------- | ------------------------------- | ------------------------------------------------------------------- | ------- | ------------------------------------------------------------------ |
| 1   | Avinyonet del Penedés        | Parafia św. Piotra z d’Avinyó                  | Mn. Ruiz Elias, Albert          | Kościół św. Piotra z d’Avinyó w Avinyonet del Penedés               |         | 08793 Cantallops (Avinyonet del Penedés)                           |
| 2   | Avinyonet del Penedés        | Parafia Najświętszego Zbawiciela               | Mn. Luna Torres, Pere           | Kościół Najświętszego Zbawiciela w Avinyonet del Penedés            |         | Església, s/n 08793 Les Gunyoles (Avinyonet del Penedès)           |
| 3   | Avinyonet del Penedés        | Parafia św. Sebastiana                         | Mn. Luna Torres, Pere           | Kościół św. Sebastiana w Avinyonet del Penedés                      |         | 08798 Sant Sebastià dels Gorgs (Avinyonet del Penedés)             |
| 4   | Castellet i la Gornal        | Parafia św. Marçala                            | Mn. Dólera Cruset, Juan Antonio | Kościół św. Marçala w Castellet i la Gornal                         |         | Ctra. de Muntanyans, s/n 08732 Sant Marçal (Castellet i la Gornal) |
| 5   | Castellet i la Gornal        | Parafia św. Piotra                             | Mn. Berdoy Alemany, Jaume       | Kościół św. Piotra w Castellet i la Gornal                          |         | Església, 6 08729 Castellet i la Gornal                            |
| 6   | Castellví de la Marca        | Parafia w Castellví de la Marca                | Mn. Roig Marcè, Agustí          | Kościół w Castellví de la Marca                                     |         | El Maset dels Cosins, 1 08732 Castellví de la Marca                |
| 7   | Castellví de la Marca        | Parafia Najświętszej Maryi Panny               | Mn. Roig Marcè, Agustí          | Kościół Najświętszej Maryi Panny w Castellví de la Marca            |         | Quatre Cantons, 17 08732 La Múnia (Castellví de la Marca)          |
| 8   | El Pla del Penedès           | Parafia św. Magdaleny                          | Mn. Casas Soler, Eduard         | Kościół św. Magdaleny w El Pla del Penedès                          |         | Pl. Església, s/n 08733 El Pla del Penedès                         |
| 9   | Font-rubí                    | Parafia św. Piotra i św. Feliksa               | Mn. Puig Font, Josep            | Kościół św. Piotra i św. Feliksa w Font-rubí                        |         | Font-rubí de Dalt, s/n 08736 Font-rubí                             |
| 10  | Font-rubí                    | Parafia Najświętszej Maryi Panny z Bellver     | Mn. Puig Font, Josep            | Kościół Najświętszej Maryi Panny z Bellver w Font-rubí              |         | Pl. Anselm Clavé, 1 08736 Guardiola de Font-rubí                   |
| 11  | La Granada                   | Parafia św. Krzysztofa                         | Mn. Rovirosa Cendrós, Joaquim   | Kościół św. Krzysztofa w La Granada                                 |         | Pl. Església, 1 08792 La Granada                                   |
| 12  | Les Cabanyes                 | Parafia św. Walentego                          | Mn. Puig Font, Josep            | Kościół św. Walentego w Les Cabanyes                                |         | Bisbe Torras i Bages, s/n 08794 Les Cabanyes                       |
| 13  | Olèrdola                     | Parafia św. Jakuba                             | Mn. Puig Font, Josep            | Kościół św. Jakuba w Olèrdola                                       |         | Pl. Església, s/n 08734 Moja (Olèrdola)                            |
| 14  | Olèrdola                     | Parafia św. Michała                            | Mn. Berdoy Alemany, Jaume       | Kościół św. Michała w Olèrdola                                      |         | Moreneta, s/n 8734 Olèrdola                                        |
| 15  | Olèrdola                     | Parafia św. Piotra                             | Mn. Berdoy Alemany, Jaume       | Kościół św. Piotra w Olèrdola                                       |         | Barri Rectoria, s/n 08799 Sant Pere Molanta (Olèrdola)             |
| 16  | Olesa de Bonesvalls          | Parafia św. Jana                               | Mn. Vargas Salas, Juan Antonio  | Kościół św. Jana w Olesa de Bonesvalls                              |         | Església, 1 08795 Olesa de Bonesvalls                              |
| 17  | Pacs del Penedès             | Parafia św. Genísa                             | Mn. Rovirosa Cendrós, Joaquim   | Kościół św. Genísa w Pacs del Penedès                               |         | Barri Rectoria, 4 08796 Pacs del Penedès                           |
| 18  | Pontons                      | Parafia św. Magdaleny                          | Mn. Rovirosa Cendrós, Joaquim   | Kościół św. Magdaleny w Pontons                                     |         | Barri Església, s/n 08738 Pontons                                  |
| 19  | Puigdàlber                   | Parafia św. Andrzeja                           | Mn. Casas Soler, Eduard         | Kościół św. Andrzeja w Puigdàlber                                   |         | Sant Andreu, 1 08797 Puigdàlber                                    |
| 20  | Sant Cugat Sesgarrigues      | Parafia św. Cugata                             | Mn. Luna Torres, Pere           | Kościół św. Cugata w Sant Cugat Sesgarrigues                        |         | Pl. Església 2 08798 Sant Cugat Sesgarrigues                       |
| 21  | Sant Martí Sarroca           | Parafia św. Marty                              | Mn. Raventós Surià, Miquel      | Kościół św. Marty w Sant Martí Sarroca                              |         | Av. Castell, 99 08731 Sant Martí Sarroca                           |
| 22  | Sant Pau d’Ordal             | Parafia św. Pawła                              | Mn. Ruiz Elias, Albert          | Kościół św. Pawła w Sant Pau d’Ordal                                |         | Sant Pau, 8 08739 Sant Pau d’Ordal (Subirats)                      |
| 23  | Sant Cugat Sesgarrigues      | Parafia św. Cugata                             | Mn. Luna Torres, Pere           | Kościół św. Cugata w Sant Cugat Sesgarrigues                        |         | Pl. Església 2 08798 Sant Cugat Sesgarrigues                       |
| 24  | Sant Santa Fe del Penedès    | Parafia św. Foy                                | Mn. Rovirosa Cendrós, Joaquim   | Kościół św. Foy w Santa Fe del Penedès                              |         | Pl. Església, 1 08792 Santa Fe del Penedès                         |
| 25  | Santa Margarida i els Monjos | Parafia św. Małgorzaty del Penedès             | Mn. Alonso Roig, Valentí        | Kościół św. Małgorzaty del Penedès w Santa Margarida i els Monjos   |         | Pl. Església, 2 08730 Santa Margarida i els Monjos                 |
| 26  | Torrelles de Foix            | Parafia św. Genís                              | Mn. Raventós Surià, Miquel      | Kościół św. Genís w Torrelles de Foix                               |         | El Raval, 63 08737 Torrelles de Foix                               |
| 27  | Torrelles de Foix            | Parafia Najświętszej Maryi Panny z Foix        | Mn. Raventós Surià, Miquel      | Kościół Najświętszej Maryi Panny z Foix w Torrelles de Foix         |         | Barri Cusconar, s/n 08737 El Terme (Torrelles de Foix)             |
| 28  | Vilafranca del Penedès       | Parafia Najświętszej Maryi Panny               | Mn. Berdoy Alemany, Jaume       | Bazylika Najświętszej Maryi Panny w Vilafranca del Penedès          |         | Santa Maria, 12 08720 Vilafranca del Penedès                       |
| 29  | Vilafranca del Penedès       | Parafia Trójcy Przenajświętszej                | Mn. Puig Font, Josep            | Kościół Trójcy Przenajświętszej w Vilafranca del Penedès            |         | Font, 45 08720 Vilafranca del Penedès                              |
| 30  | Vilobí del Penedès           | Parafia Najświętszej Maryi Panny z Vallformosa | Mn. Puig Font, Josep            | Kościół Najświętszej Maryi Panny z Vallformosa w Vilobí del Penedès |         | Mn. Lluís Panyella, 2 08735 Vilobí del Penedès                     |